# Trofa
Trofa ist eine Stadt der Region Norte, im Norden Portugals. Die Stadt wird zur Metropolregion von Porto gezählt.

## Geschichte

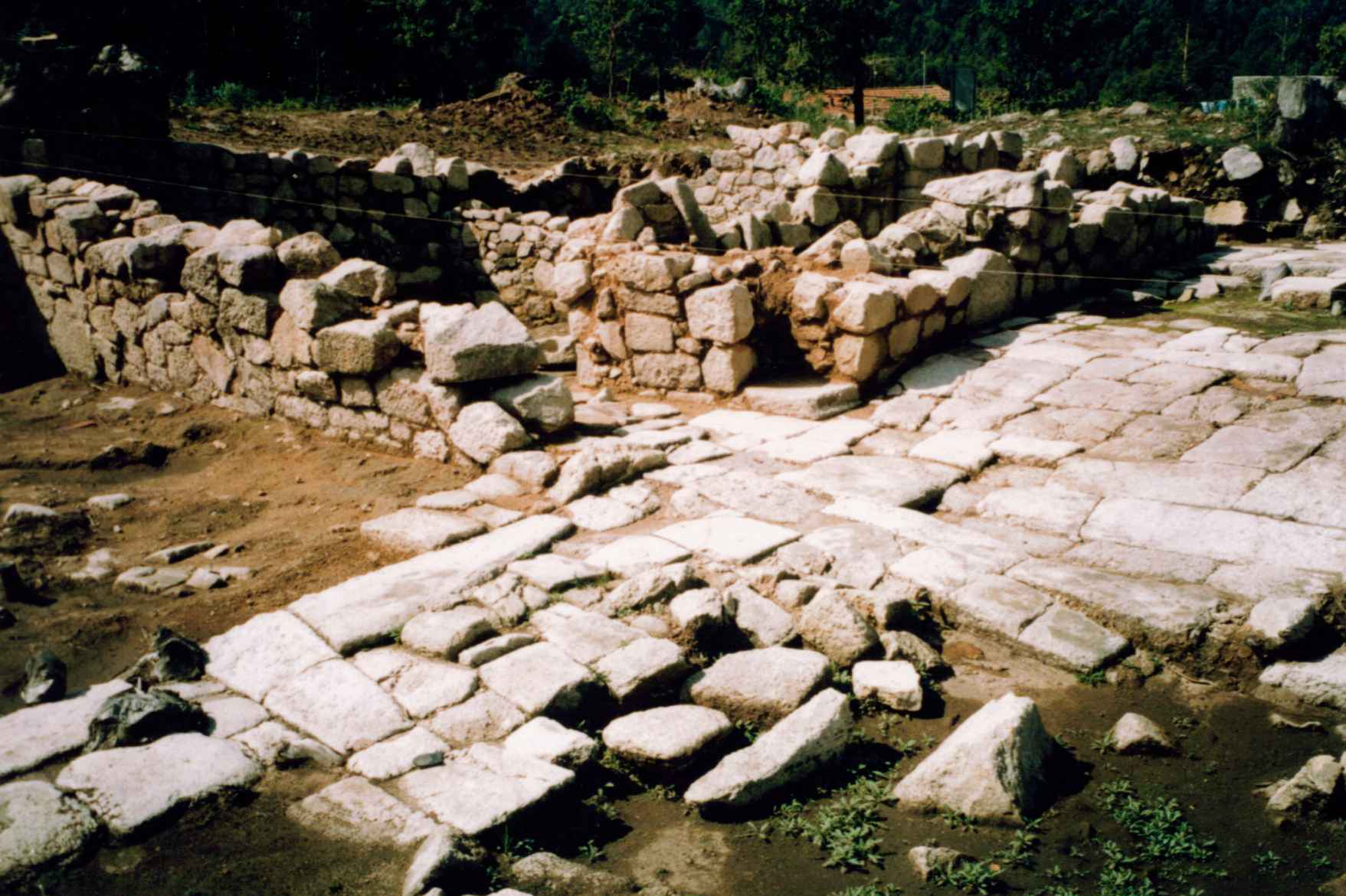
In der Ausgrabungsstätte Castro de Alvarelhos

Verschiedene Funde belegen eine vorgeschichtliche Besiedlung des Gebietes. Zu nennen sind dabei die 34 Beile aus der Bronzezeit, die in São Martinho de Bougado gefunden wurden, die offene Grabstätte (Mamoa) nahe Trofa, die Felsmalereien beim Dorf Maganha, und die Festungsreste aus der Castrokultur bei Alvarelhos.
Die älteste offizielle Erwähnung des Kreises stammt aus einem Dokument des Jahres 979 und betraf die damaligen Gemeinden Alvarelhos, São Cristóvão do Muro und Cedões. Das heutige Kreisgebiet lag etwa 160 Jahre lang in den damaligen, frühen Kreisen von Maia, Vila do Conde, Santo Tirso und dem ersten Kreis von Trofa. Im 13. Jahrhundert wurde das Gebiet unter dem Namen Terra da Maia geführt, bevor es 1384 Porto angegliedert wurde.
König D.Manuel I. stellte den Kreis 1527 wieder her und gab Trofa Stadtrechte. Bis zur Liberalen Revolution 1822 blieb der Kreis unverändert. 1835 wurde er im Zuge der Erweiterung des Kreises Santo Tirso diesem angegliedert. Im weiteren Verlauf des 19. Jahrhunderts erlebte das gesamte Gebiet eine industrielle Entwicklung, auch bedingt durch die verbesserten Anbindungen durch neue Straßen und der Ankunft der Eisenbahn 1875. Insbesondere die Textilindustrie sorgte fortan für ein bedeutendes Wachstum der Einwohnerzahl, aber auch die intensivierte Landwirtschaft trug zur stetigen Entwicklung bei.
1984 wurde Trofa zur Kleinstadt (Vila), und 1993 zur Stadt (Cidade) erhoben, bevor es 1998 schließlich erneut Sitz eines eigenständigen Kreises wurde, durch Ausgliederung aus dem Kreis von Santo Tirso.

## Verwaltung

### Der Kreis
Trofa ist Sitz eines gleichnamigen Kreises (Concelho) im Distrikt Porto. Am 19. April 2021 hatte der Kreis 38.548 Einwohner auf einer Fläche von 72,0 km².
Die Nachbarkreise sind (im Uhrzeigersinn im Norden beginnend): Vila Nova de Famalicão, Santo Tirso, Maia sowie Vila do Conde.
Mit der Gebietsreform im September 2013 wurden mehrere Gemeinden zu neuen Gemeinden zusammengefasst, sodass sich die Zahl der Gemeinden von zuvor acht auf fünf verringerte.
Die folgenden Gemeinden (Freguesias) liegen im Kreis Trofa:

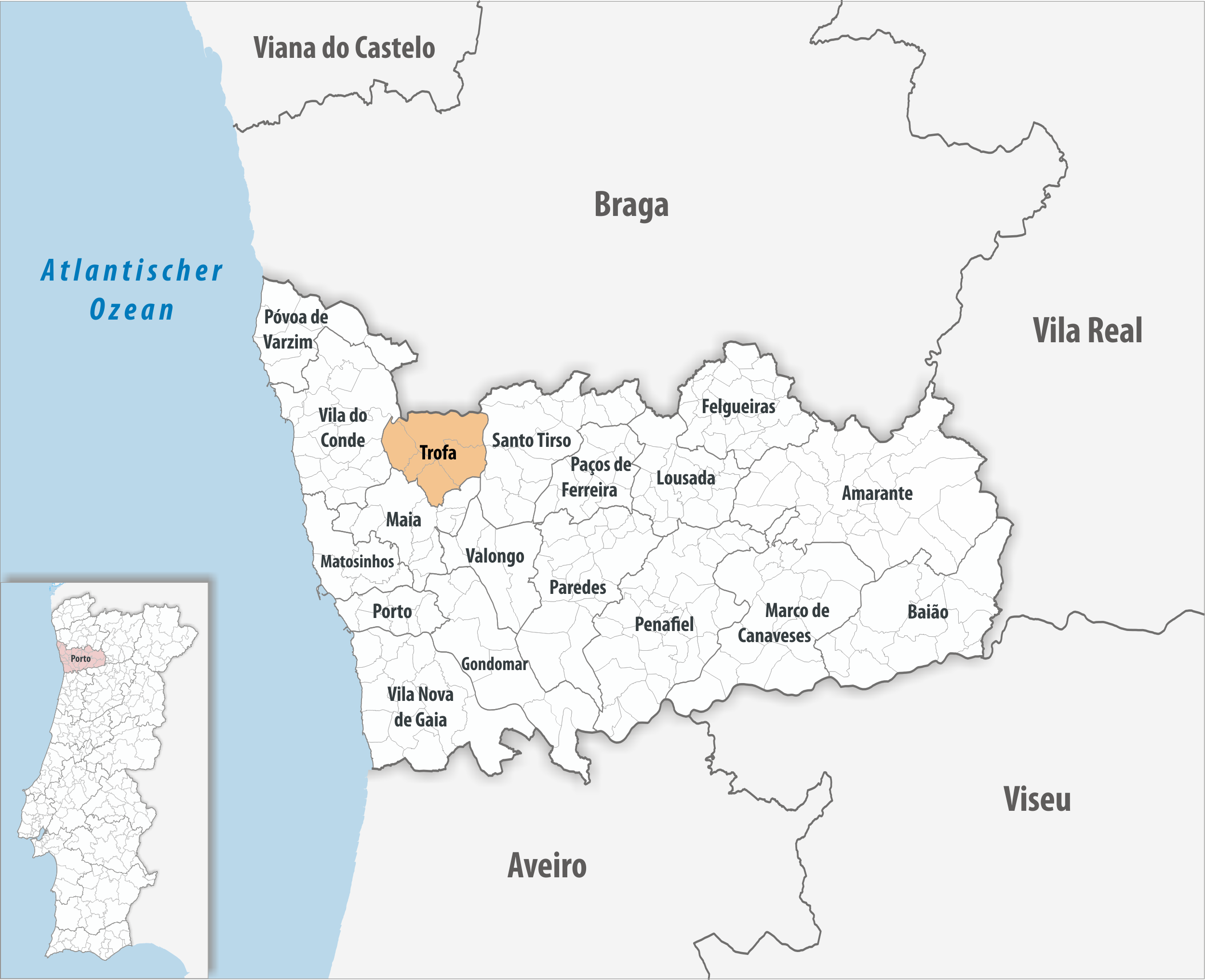
Kreis Trofa

| Gemeinde                          | Einwohner (2021) | Fläche km² | Dichte Einw./km² | LAU- Code |
| --------------------------------- | ---------------- | ---------- | ---------------- | --------- |
| Alvarelhos e Guidões              | 4.769            | 12,07      | 395              | 131809    |
| Bougado (São Martinho e Santiago) | 21.374           | 28,69      | 745              | 131810    |
| Coronado (São Romão e São Mamede) | 9.104            | 10,98      | 829              | 131811    |
| Covelas                           | 1.463            | 15,28      | 96               | 131806    |
| Muro                              | 1.838            | 4,99       | 368              | 131808    |
| Kreis Trofa                       | 38.548           | 72,01      | 535              | 1318      |

### Kommunaler Feiertag
- 19. November

### Städtepartnerschaften
- Santa Catarina, Insel Santiago, Kap Verde (seit 2008)[5]

## Sport
Der 1930 gegründete Fußballverein Clube Desportivo Trofense trägt seine Heimspiele im 6.000 Zuschauer fassenden Stadion Estádio Clube Desportivo Trofense aus. Er spielt in der zweiten Liga des Landes, der Segunda Liga (Stand: Saison 2021/22).
Unter den weiteren Vereinen im Kreis ist der 1964 gegründete Futebol Clube São Romão aus der Gemeinde São Romão do Coronado zu nennen. Er tritt in Ligen des Distriktverbandes Porto an.

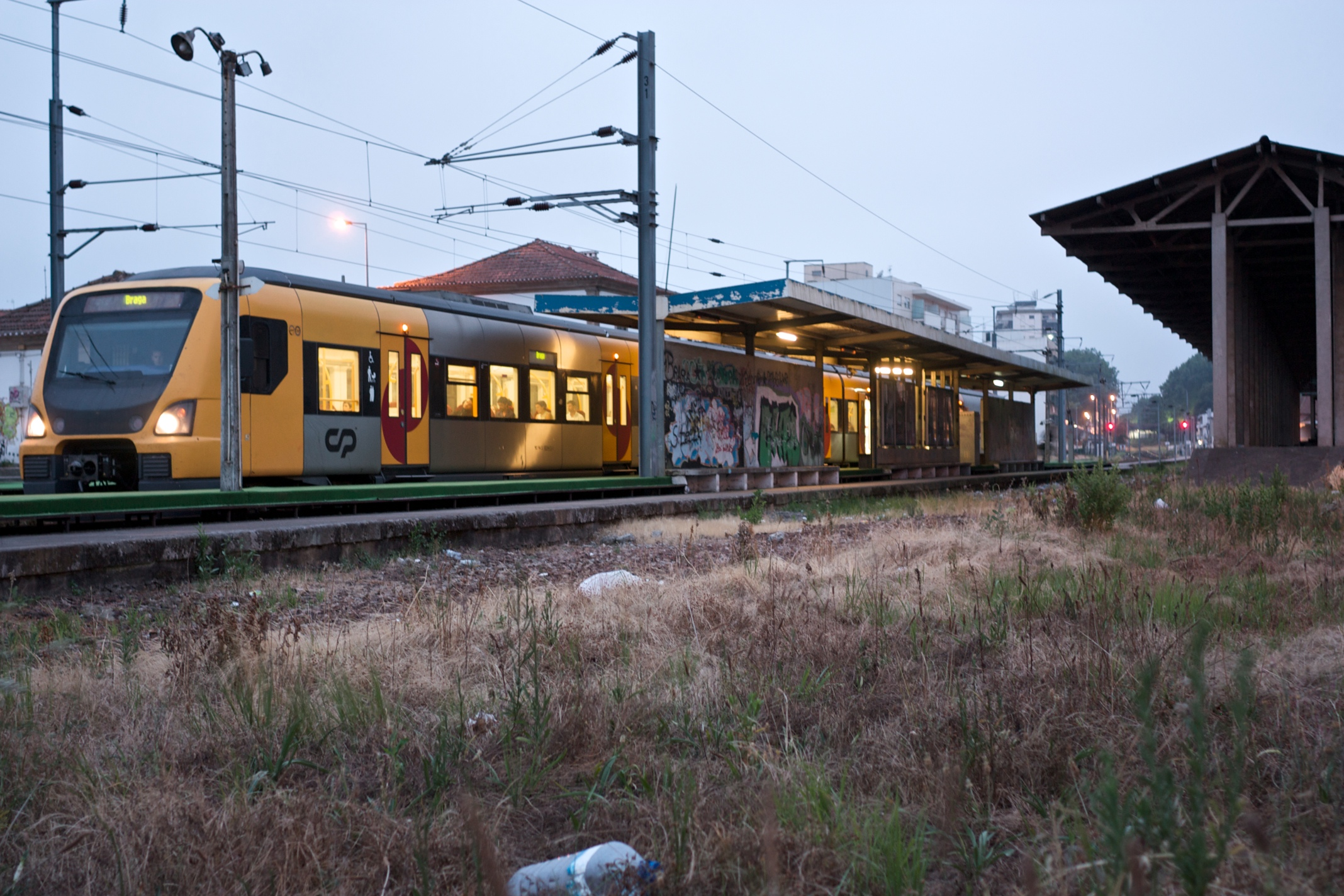
Regionalbahn im alten Bahnhof von Trofa

## Verkehr

### Fernverkehr
Trofa liegt an der Eisenbahnstrecke Linha do Minho, ein neuer Bahnhof wurde 2010 eingeweiht. Auf der bei Trofa teilweise ausgesetzten Linha de Guimarães soll streckenweise die weitergeführte Stadtbahn von Porto verkehren.
Die Nationalstraße N104 führt 4 km östlich zur Anschlussstelle Nr. 5 (Santo Tirso) der Autobahn A3 und etwa 20 km westlich zur Anschlussstelle Nr. 18 (Mindelo) der Autobahn A28. Trofa ist zudem über die Nationalstraße N14 mit dem 10 km nördlich gelegenen Vila Nova de Famalicão und dem etwa 15 km südlichen Maia verbunden.

### Nahverkehr
Aus der Bevölkerung kommen Initiativen, die die Umsetzung der geplanten Verlängerung der Stadtbahn Porto (Metro do Porto) bis Trofa fordern. Angekündigt ein Ausbau der Metro bis Trofa Sul bis zum Jahr 2030.
Bisher wird der Öffentliche Personennahverkehr durch private regionale Buslinien in öffentlicher Konzession betrieben.

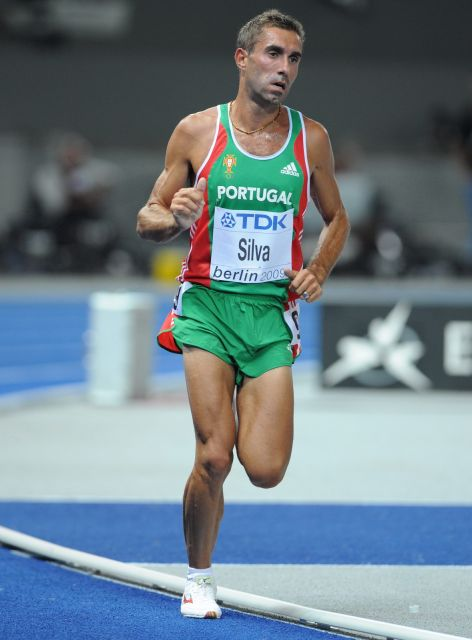
Rui Pedro Silva bei der WM in Berlin 2009

## Söhne und Töchter der Stadt
- Jose Ferreira Thedim (1892–1971), Bildhauer, Schöpfer der Madonnenstatue von Fátima
- Sebastião Cruz (1918–1996), Geistlicher, Jurist und Rechtshistoriker
- António Ferreira dos Santos (* 1936), geistlicher Musikwissenschaftler, studierte u. a. Sakralmusik in München und Orgel in Salzburg
- Rui Pedro Silva (* 1981), Leichtathlet
- Pedro Fernando Rios Soares Ramos (* 1983), Fußballspieler
- Leonardo José Ferreira da Costa (* 1984), Fußballspieler
- Vítor Hugo Costa Ferreira (* 1986), Fußballspieler
- João Pedro Azevedo Silva (* 1987), Fußballspieler
- Nuno Santos (* 1995), Fußballspieler